# Fritz Arlberg
Fritz Georg Efraim Arlberg, född 21 mars 1830 i Leksand, död 21 februari 1896 i Kristiania, var en svensk operasångare (baryton) och översättare av operalibretton.

## Biografi
Arlberg blev student vid Uppsala universitet 1848, där han avlade kameralexamen 1852. Han arbetade därefter en tid som tjänsteman bland annat i Kammarkollegium. Redan tidigt framträdde hans musikaliska anlag, och under sin Uppsalatid väckte han uppmärksamhet genom sin sångröst. Arlberg studerade sång för Julius Günther och den tyske tenoren Wieser. Han debuterade på Mindre teatern i Stockholm 1854 som Farinelli, men övergick snart till Operan där han debuterade som Figaro i Figaros bröllop och hade därefter anställning där 1858–1874. Åren 1860–1864 var han även underregissör och 1864–1865 regissör vid Operan. Han slutade dock vid Operan 1874 på grund av vissa misshälligheter och tog istället anställning vid operan i Kristiania, där han stannade till 1877. Han gästspelade på flera teatrar i Stockholm under denna period, och ända fram till 1883, då han definitivt slutade som sångare. Verkade därefter som sånglärare, först i Stockholm, därefter i Köpenhamn och slutligen i Kristiania, där han dog.
Han var även verksam som tonsättare och skriftställare. Han översatte och bearbetade en rad operatexter, däribland Rienzi och Den flygande hollendare. Han blev även en av förkämparna i Sverige för Richard Wagners konst.
Arlberg valdes in som ledamot nr. 420 av Kungliga Musikaliska Akademien den 24 januari 1868.
Han gifte sig 1868 med violinisten Maria Neruda, syster till cellisten Franz Xaver Neruda och violinisten Wilma Neruda, och blev i äktenskapet far till Hjalmar Arlberg. Han hade även en dotter, Judith, med skulptören Ida Ericson-Molard.
Arlberg är begravd på Leksands kyrkogård.

## Teater

### Roller i urval
| År   | Roll              | Produktion                                                                                     | Regi | Teater                      |
| ---- | ----------------- | ---------------------------------------------------------------------------------------------- | ---- | --------------------------- |
| 1868 | Jesper Swedberg   | Lejonet vaknar Frans Hedberg                                                                   |      | Kungliga Dramatiska Teatern |
| 1875 | Greve Almaviva    | Figaros bröllop Wolfgang Amadeus Mozart och Lorenzo da Ponte                                   |      | Kristiania teater           |
| 1875 | Germont den äldre | La Traviata Giuseppe Verdi och Francesco Maria Piave                                           |      | Kristiania teater           |
| 1875 | Wilhelm Tell      | Wilhelm Tell Gioacchino Rossini, Victor-Joseph Étienne de Jouy och Hippolyte Louis Florent Bis |      | Kristiania teater           |
| 1878 | Montlandry        | Lille hertigen Henri Meilhac och Ludovic Halévy                                                |      | Mindre teatern              |
| 1879 | Gringoire         | Niniche Marius Boullard, Alfred Hennequin och Albert Millaud                                   |      | Djurgårdsteatern            |
| 1880 | Montlandry        | Lille hertigen Henri Meilhac och Ludovic Halévy                                                |      | Nya teatern                 |

- Figaro
- Don Juan
- Heiling
- Den flygande holländaren
- Asmodeus
- Polonius
- Don Cesar de Bazano
- Gaspard i Cornevilles klockor
- Agamemnom i Ifigenia i Aulis
- Mercutio i Romeo och Julia
- Nevers i Hugenotterna
- Valentin i Faust
- Telramund i Lohengrin
- Laertes i Mignon
- tsar Peter i Tsar och timmerman

## Kompositioner
- I skogen (symfonisk dikt)
- Sten Sture (ballad)
- Solosånger